# Jon Koncak
Jon Francis Koncak (Cedar Rapids, 17 maggio 1963) è un ex cestista statunitense, professionista nella NBA.

## Carriera
È stato selezionato dagli Atlanta Hawks al primo giro del Draft NBA 1985 (5ª scelta assoluta).
Con gli Stati Uniti ha disputato i Giochi olimpici di Los Angeles 1984.

## Statistiche

### College
| Anno      | Squadra      | PG  | PT | MP   | TC%  | 3P% | TL%  | RP   | AP  | PRP | SP  | PP   |
| --------- | ------------ | --- | -- | ---- | ---- | --- | ---- | ---- | --- | --- | --- | ---- |
| 1981-1982 | SMU Mustangs | 27  | 27 | 27,6 | 46,1 | -   | 62,0 | 5,7  | 0,9 | 0,5 | 1,3 | 10,0 |
| 1982-1983 | SMU Mustangs | 30  | -  | 32,7 | 52,7 | -   | 69,1 | 9,4  | 1,3 | 0,8 | 1,8 | 14,6 |
| 1983-1984 | SMU Mustangs | 33  | 33 | 35,2 | 62,1 | -   | 60,7 | 11,5 | 2,1 | 0,7 | 2,9 | 15,5 |
| 1984-1985 | SMU Mustangs | 33  | -  | 32,8 | 59,2 | -   | 66,7 | 10,7 | 1,3 | 0,4 | 2,8 | 17,2 |
| Carriera  | Carriera     | 123 | 60 | 32,3 | 55,9 | -   | 64,9 | 9,5  | 1,4 | 0,6 | 2,3 | 14,5 |

### NBA

#### Regular season
| Anno      | Squadra       | PG  | PT  | MP   | TC%  | 3P%  | TL%  | RP  | AP  | PRP | SP  | PP  |
| --------- | ------------- | --- | --- | ---- | ---- | ---- | ---- | --- | --- | --- | --- | --- |
| 1985-1986 | Atlanta Hawks | 82  | 15  | 20,7 | 50,7 | 0,0  | 60,7 | 5,7 | 0,7 | 0,5 | 0,8 | 8,3 |
| 1986-1987 | Atlanta Hawks | 82  | 19  | 20,5 | 48,0 | 0,0  | 65,4 | 6,0 | 0,4 | 0,6 | 0,9 | 5,6 |
| 1987-1988 | Atlanta Hawks | 49  | 22  | 21,9 | 48,3 | 0,0  | 61,0 | 6,8 | 0,4 | 0,7 | 1,1 | 5,7 |
| 1988-1989 | Atlanta Hawks | 74  | 22  | 20,7 | 52,4 | 0,0  | 55,3 | 6,1 | 0,8 | 0,7 | 1,3 | 4,7 |
| 1989-1990 | Atlanta Hawks | 54  | 28  | 18,1 | 61,4 | 0,0  | 53,2 | 4,2 | 0,4 | 0,7 | 0,6 | 3,7 |
| 1990-1991 | Atlanta Hawks | 77  | 61  | 25,1 | 43,6 | 12,5 | 59,3 | 4,9 | 1,6 | 1,0 | 1,0 | 4,1 |
| 1991-1992 | Atlanta Hawks | 77  | 14  | 19,3 | 39,1 | 0,0  | 65,5 | 3,4 | 1,7 | 0,6 | 0,9 | 3,1 |
| 1992-1993 | Atlanta Hawks | 78  | 65  | 25,3 | 46,4 | 37,5 | 48,0 | 5,5 | 1,8 | 1,0 | 1,3 | 3,5 |
| 1993-1994 | Atlanta Hawks | 82  | 78  | 22,2 | 43,1 | 0,0  | 66,7 | 4,5 | 1,2 | 0,8 | 1,5 | 4,2 |
| 1994-1995 | Atlanta Hawks | 62  | 20  | 15,2 | 41,2 | 33,3 | 54,2 | 3,0 | 0,8 | 0,6 | 0,7 | 2,9 |
| 1995-1996 | Orlando Magic | 67  | 35  | 19,2 | 48,0 | 33,3 | 56,1 | 4,1 | 0,8 | 0,4 | 0,7 | 3,0 |
| Carriera  | Carriera      | 784 | 379 | 20,9 | 47,0 | 22,6 | 59,7 | 4,9 | 1,0 | 0,7 | 1,0 | 4,5 |

#### Play-off
| Anno     | Squadra       | PG | PT | MP   | TC%  | 3P% | TL%  | RP  | AP  | PRP | SP  | PP   |
| -------- | ------------- | -- | -- | ---- | ---- | --- | ---- | --- | --- | --- | --- | ---- |
| 1986     | Atlanta Hawks | 9  | 0  | 21,4 | 48,3 | -   | 56,5 | 3,8 | 0,6 | 0,7 | 1,1 | 6,0  |
| 1987     | Atlanta Hawks | 8  | 0  | 10,8 | 53,8 | -   | 75,0 | 3,1 | 0,4 | 0,4 | 0,5 | 2,5  |
| 1989     | Atlanta Hawks | 5  | 5  | 38,4 | 62,1 | -   | 84,8 | 9,6 | 0,8 | 0,4 | 1,6 | 12,8 |
| 1991     | Atlanta Hawks | 5  | 5  | 26,6 | 28,6 | -   | 100  | 4,6 | 1,4 | 0,4 | 0,8 | 2,0  |
| 1993     | Atlanta Hawks | 3  | 3  | 29,7 | 10,0 | -   | 50,0 | 8,0 | 1,3 | 1,0 | 1,7 | 1,0  |
| 1994     | Atlanta Hawks | 11 | 11 | 17,7 | 40,9 | -   | 40,0 | 2,7 | 1,2 | 0,5 | 1,1 | 5,3  |
| 1996     | Orlando Magic | 12 | 3  | 11,7 | 57,1 | -   | 42,9 | 1,9 | 0,3 | 0,4 | 0,3 | 0,9  |
| Carriera | Carriera      | 53 | 27 | 19,4 | 44,6 | -   | 64,8 | 3,9 | 0,7 | 0,5 | 0,9 | 4,2  |

## Palmarès
- NCAA AP All-America Second Team (1985)